# Еохайд Вдягнутий
Еохайд Вдягнутий – (ірл. - Eochaid Étgudach) – Еохайд Етгудах, Еохайд Недбалий – верховний король Ірландії. Час правління: 1159 – 1155 до н. е. (згідно з «Історією Ірландії» Джеффрі Кітінга) [3] або 1537 – 1533 до н. е. (відповідно до «Хроніки Чотирьох Майстрів») [4]. 

## Походження
Син Дайре Доймхеха (ірл. - Dáire Doimthech) - Фоллаха. Нащадок Лугайда мак Іха (ірл. - Lugaid mac Ítha), що був племінником Міля Іспанського. Як повідомляє «Книга Захоплень Ірландії» був обраний на царство четвертою частиною населення Ірландії, бо три четвертих населення Ірландії пішло у потойбічний світ разом з колишнім королем – Тігернасом чи то було принесено в жерству жорстокому божеству Кром Круаху. 

## Правління
За часів правління Еохайда Вдягнутого було регламентовано одяг, який носили ірландці. Еохайд Вдягнутий ввів систему, за якої кількість кольорів в одязі який носить людина залежала від її соціального стану і статусу: від одного кольору для рабів і сім кольорів для короля і королеви. Правив Ірландією протягом чотирьох років, поки не був вбитий в Тарі в бою Кермна Фінном (ірл. - Cermna Finn), який зайняв престол разом зі своїм братом Собайрке.  
Чотири Майстри пишуть про межицарство в Ірландії між правлінням Тігернаса і Еохайда вдягнутого – сім років в Ірландії не було короля. У той же час Джеффрі Кітінг пише, що Еохайд Вдягнутий заступив трон одразу після смерті Тігернаса. 
«Книга Захоплень Ірландії» синхронізує його правління з часом правління Евпалеса в Ассирії, що сумнівно [2]. 